# Taxa de fluxo de calor
Taxa de fluxo de calor é o quociente da quantidade de calor que atravessa uma superfície durante um intervalo de tempo (fluxo de calor) pela duração desse intervalo. A densidade de taxa de fluxo de calor é o quociente do fluxo de calor que atravessa uma superfície pela área dessa superfície. O calor é energia em fluxo, existindo três mecanismos para ocorrer essa transferência de calor: a condução, a convecção e a radiação. Na condução, a taxa de fluxo de calor é explicada por vibrações de átomos e elétrons que se propagam ao longo de uma rede. O calor flui da maior temperatura para a menor temperatura, denotadas {\displaystyle T_{q}} e {\displaystyle T_{f}}, onde os índices q e f significam: "fonte quente" e "fonte fria", respectivamente. Na convecção, uma parte de um fluido é aquecida por uma fonte quente e se dilata, consequentemente diminui sua densidade, fazendo com que essa parte aquecida vá para cima por causa da força do empuxo e subsequentemente a parte mais fria preenche a posição onde estava a parte mais quente; o processo pode se repetir inúmeras vezes; esse processo dá origem às correntes de convecção. Na radiação, o calor se dá através de radiação térmica, que são ondas eletromagnéticas, com o sistema em observação; a radiação não necessita de matéria para se propagar, pode se propagar no vácuo.

## Condução Através de Placa Simples
A taxa de fluxo ou taxa de transferência tem uma relação direta com a diferença de temperatura {\displaystyle \Delta T=T_{q}-T_{f}}; e tem uma relação inversamente proporcional com a espessura de isolante {\displaystyle L} entre os pontos de {\displaystyle \Delta T}; e tem também uma relação proporcional com a área {\displaystyle A} em que flui o calor. A taxa de fluxo de calor por condução {\displaystyle P_{cond}}  entre dois sistemas é medida em Watt (joules por segundo).
A taxa de fluxo de calor pode ser definido por:
{\displaystyle P_{cond}={\frac {\Delta Q}{\Delta t}}={\frac {KA\Delta T}{L}}}
- ∆Q/∆t é a taxa de fluxo de calor;

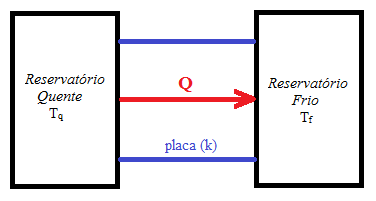
Condução de calor por placa isolante simples.

- K é a condutividade térmica (depende do material);
- A é a área de superfície;
- ∆T é a variação na temperatura;
- L é a espessura de material isolante.

| Material              | K (W/m.k) |
| --------------------- | --------- |
| Espuma de Poliuretano | 0,024     |
| Ar (seco)             | 0,026     |
| Lã de Pedra           | 0,043     |
| Fibra de Vidro        | 0,048     |
| Hélio                 | 0,15      |
| Aço Inoxidável        | 14        |
| Chumbo                | 35        |
| Ferro                 | 67        |
| Latão                 | 109       |
| Alumínio              | 235       |
| Cobre                 | 401       |
| Prata                 | 428       |

O conceito de Resistência Térmica foi introduzido na atuação da engenharia. O valor de Resistência Térmica {\displaystyle R} é definido:
{\displaystyle R=L/K}
A unidade de Resistência Térmica no SI é m².K/W.
Observação 1: ∆T/L é chamado gradiente de temperatura;
Observação 2: A taxa de fluxo de calor é comumente representado pela letra grega Fi (Φ);
Observação 3: A equação dada acima também é conhecida como Lei de Fourier.

## Condução Através de uma Placa Composta
Para uma placa composta de dois materiais de espessuras diferentes e condutividades térmicas diferentes, assumimos que a transferência de calor acontece em um regime estacionário, ou seja, a temperatura da barra é independente do tempo e depende apenas de L; isto, na prática, significa que as taxas de condução através dos materiais são iguais. Chamamos Tx a temperatura entre os dois materiais fazemos a seguinte analogia:
{\displaystyle P_{cond}={\frac {K_{2}.A.(T_{q}-T_{x})}{L_{2}}}={\frac {K_{1}.A.(T_{x}-T_{f})}{L_{1}}}}
Isolando Tx, obtemos:
{\displaystyle T_{x}={\frac {K_{1}.L_{2}.T_{f}+K_{2}.L_{1}.T_{q}}{K_{1}.L_{2}+K_{2}.L_{1}}}}
Substituindo Tx na expressão:
{\displaystyle P_{cond}={\frac {A(T_{q}-T_{f})}{{\frac {L_{1}}{K_{1}}}+{\frac {L_{2}}{K_{2}}}}}}

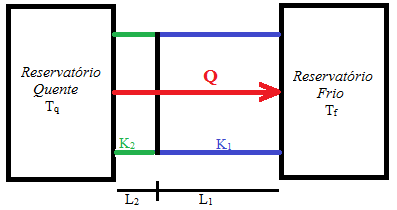
Condução de calor por placa composta de dois materiais.

Para o caso de uma placa composta por mais de dois materiais, a fórmula é generalizada:
{\displaystyle P_{cond}={\frac {A(T_{q}-T_{f})}{\textstyle \sum _{i=1}^{N}\displaystyle {\frac {L_{i}}{Ki}}}}}

## Exemplo: Condução Através de Placa Composta com três Camadas de Mesmo Comprimento
Supondo três camadas de vidro ({\textstyle K_{1}}), ar ({\displaystyle K_{2}}) e vidro ({\textstyle K_{3}}), respectivamente, com o mesmo comprimento {\textstyle L} entre dois reservatórios térmicos de temperaturas {\textstyle T_{q}} e {\textstyle T_{f}}. As temperaturas {\textstyle T_{1}=T_{q}-\Delta {T_{1}}} e {\textstyle T_{2}=T_{f}+\Delta {T_{1}}=T_{1}-\Delta {T_{2}}} entre as camadas é dada partindo da taxa de fluxo de calor:
{\displaystyle P_{cond}={\frac {A.\Delta T}{{\frac {L_{1}}{K_{1}}}+{\frac {L_{2}}{K_{2}}}+{\frac {L_{3}}{K_{3}}}}}}
Considerando {\displaystyle L_{1}=L_{2}=L_{3}} e {\textstyle K_{1}=K_{3}}temos
{\displaystyle P_{cond}={\frac {A.\Delta T}{{\frac {2L}{K_{1}}}+{\frac {L}{K_{2}}}}}}

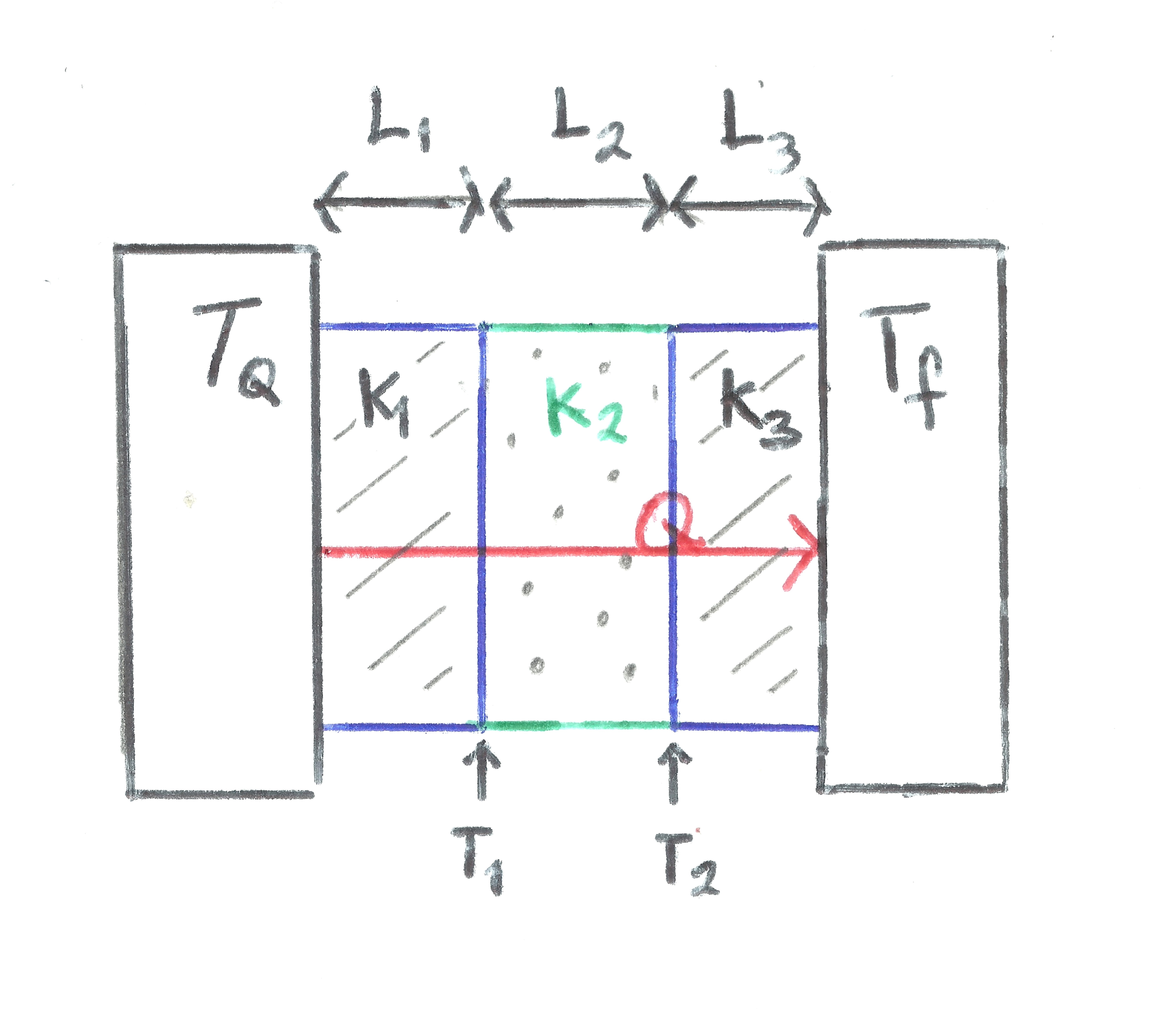
Condução por 3 camadas de mesmo comprimento.

Agora analisando a taxa de fluxo de calor para a camada de vidro, obtém-se a expressão para a diferença de temperatura {\textstyle \Delta {T_{1}}} das camadas de vidro em relação à diferença total de temperatura {\textstyle \Delta T} e as condutividades térmicas:
{\displaystyle P_{cond}={\frac {A.K_{1}.\Delta {T_{1}}}{L_{1}}}\Rightarrow \Delta {T_{1}}={\frac {P_{cond}.L_{1}}{A.K_{1}}}={\frac {A.\Delta {T}}{{\frac {2L}{K_{1}}}+{\frac {L}{K_{2}}}}}.{\frac {L_{1}}{A.K_{1}}}\Rightarrow \Delta {T_{1}}={\frac {\Delta {T}}{2+{\frac {K_{1}}{K_{2}}}}}}E agora analisando para a camada de ar:
{\displaystyle \Delta {T_{2}}={\frac {P_{cond}.L_{2}}{A.K_{2}}}\Rightarrow \Delta {T_{2}}={\frac {A.\Delta {T}}{{\frac {2L}{K_{1}}}+{\frac {L}{K_{2}}}}}.{\frac {L_{2}}{A.K_{2}}}\Rightarrow \Delta {T_{2}}={\frac {\Delta {T}}{2{\frac {K_{2}}{K_{1}}}+1}}}
Então podemos concluir que, para este caso específico de as três camadas terem o mesmo comprimento, as temperaturas {\textstyle T_{1}} e {\textstyle T_{2}} não dependem do comprimento das camadas, pois dependem apenas de {\textstyle \Delta {T}=T_{q}-T_{f}} e das condutividades dos materiais das camadas.

## Emissão e absorção de energia por radiação: taxa de fluxo
A taxa de emissão de energia por radiação eletromagnética é dita diretamente proporcional à área {\textstyle A} da superfície emitindo a radiação; e também é dependente da temperatura {\textstyle T} da área. A taxa de fluxo {\displaystyle P_{rad}} é dada pela fórmula descrita experimentalmente por Josef Stefan em 1879 e teoricamente deduzida por Ludwig Boltzmann:
{\displaystyle P_{rad}=\sigma \varepsilon AT^{4}}
- {\textstyle \sigma } é a constante de Stefan-Boltzmann: {\textstyle \sigma =5,6704.10^{-8}W/m^{2}.K^{4}}.
- {\displaystyle \varepsilon } é a emissividade daquela superfície específica; varia de 0 a 1 e a emissão máxima é de uma superfície ideal pois seria um Radiador de Corpo Negro.

A taxa de absorção de energia por radiação térmica {\textstyle P_{abs}} é definida levando em consideração uma temperatura ambiente {\textstyle T_{amb}} uniforme:
{\displaystyle P_{abs}=\sigma \varepsilon AT_{amb}^{4}}
- Um Radiador de Corpo Negro é capaz de absorver toda energia que recebe, ou seja, não reflete nem espalha radiação pro ambiente; este corpo, se existir, seria completamente invisível para qualquer faixa de luz.

Um objeto real tanto irradia quanto absorve energia para o ambiente simultaneamente; então usa-se a taxa líquida:
{\displaystyle P_{liq}=P_{abs}-P_{rad}=\sigma \varepsilon A(T_{amb}^{4}-T^{4})}